# Metriacanthosaurus
Metriacanthosaurus (tên nghĩa là "Thằn lằn gai vừa phải") là một chi khủng long, được A. D. Walker mô tả khoa học năm 1964.